# Poltavská gubernie

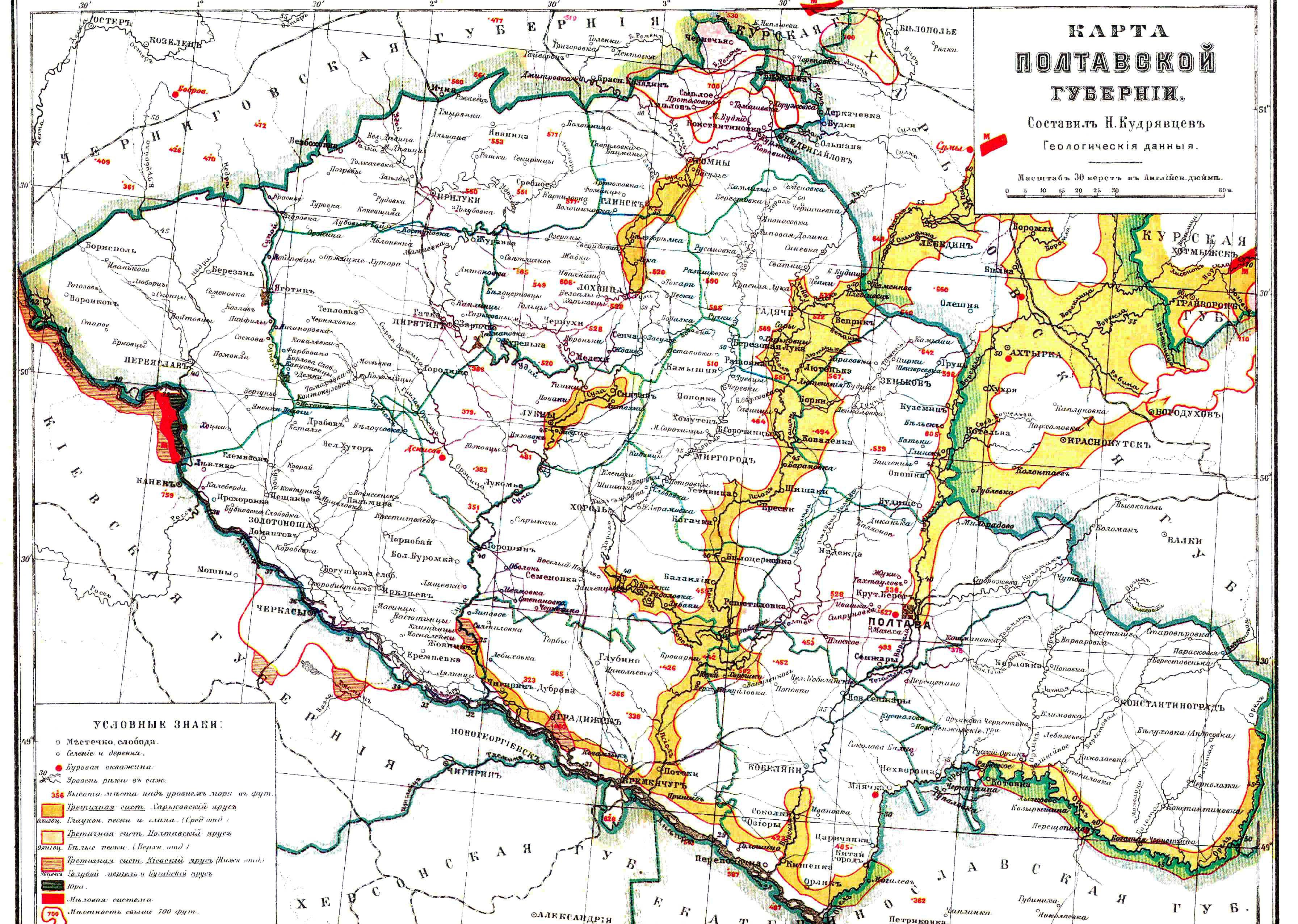
Mapa gubernie

Poltavská gubernie (ukrajinsky Полтавська губернія, rusky Полтавская губернiя) byla jedna z gubernií v carském Rusku na levobřežní Ukrajině vytvořená v roce 1802 jako výsledek rozkladu maloruské gubernie na Černigovskou a Poltavskou gubernii. Nachází na území dnešní levobřežní Ukrajiny. Celková rozloha gubernie byla 49 365 km² a počet obyvatel podle sčítání z roku 1897 byl 2 778 151.